# Морока Свэллоуз
«Морока Суоллоуз» (англ. Moroka Swallows Football Club) — южноафриканский футбольный клуб из Джермистона, основанный в 1947 году. На заре своего становления клуб носил такие названия, как: «Кангригейтид Роверс» и «Морока Роверс». Однако 10 октября 1947 года команда получила название, под которым известна и по сегодняшний день. Выступает в Премьер-лиге ЮАР. Домашние матчи проводит на стадионе «Джермистон Стэйдиум», вмещающем 18 000 зрителей.

## История
В отличие от «Кайзер Чифс», «Орландо Пайретс», «Мамелоди Сандаунз» и «Суперспорт Юнайтед», на счету которых по несколько чемпионских званий, «Птицы» ни разу не смогли подняться выше третьего места. «Бронза» сезона 2006/2007 является на данный момент наивысшим достижением «Морока Свэллоуз» за последние 16 лет. В 1984 и 1993 годах, ещё до образования Премьер-лиги ЮАР, «Ласточкам» удавалось дважды стать вторыми - в Национальной Профессиональной Футбольной Лиге (NPSL Castle League) и в Национальной Футбольной Лиге ЮАР (NSL Castle League), а в далеком 1965 году клуб из Джермистона стал чемпионом страны по версии Южно-Африканской Футбольной Лиги (SASL), в которой с 1961 года по 1970 год принимали участие только «цветные» команды. В кубковых же баталиях «Морока Свэллоуз» добились гораздо больших успехов, становясь победителями Кубка ЮАР 5 раз и дважды одержав победу в Кубке Восьми.

## Достижения

### Местные
- Победитель Южно-Африканской Футбольной Лиги (SASL) — 1 (1965)
- Обладатель Кубка ЮАР — 5 (1983, 1989, 1991, 2004, 2009)
- Обладатель Кубка Восьми — 2 (1975, 1979)